# Fasta Åland
Fasta Åland (finnisch Manner-Ahvenanmaa oder Ahvenanmanner) ist die Hauptinsel des Åland-Archipels. Hier leben rund 90 % der Bewohner der Åland-Inseln und hier befindet sich Mariehamn, die Hauptstadt der Region. 

## Beschreibung, Geografie
Genaugenommen handelt es sich um eine Inselgruppe mehrerer großer Inseln, die sehr nahe beieinanderliegen und mit Brücken verbunden sind. So ist beispielsweise Eckerö eigentlich eine eigene Insel, wird aber zu Fasta Åland gerechnet.
Fasta Åland misst etwa 50 Kilometer in Nord-Süd- und 45 Kilometer in West-Ost-Richtung. Mit einer Fläche von 1010 km² ist sie die größte Insel in den Ostseegewässern Finnlands. Fasta Åland nimmt ca. 70 % der Fläche der autonomen Provinz Åland ein, neun von zehn Åländern leben auf der Hauptinsel. Neben der Provinzhauptstadt Mariehamn liegen die Gemeinden Eckerö, Finström, Geta, Hammarland, Jomala, Lemland, Lumparland, Saltvik und Sund auf Fasta Åland. Die höchste Erhebung der Insel ist der 129 m hohe Orrdalsklint.
Auf Fasta Åland beeindruckt die Kombination aus historischen Stätten, der naturnah belassenen Landschaft, der vielfältigen Küstenregion.
Die Insel Eckerö, die seit einigen Jahren mittels einer Brücke von Fasta Åland erreichbar ist, beherbergt etwa 900 Einwohner. Erwähnenswert ist die früher hier durchgehende Postroute Turku-Stockholm.
Auf der Ostseite von Fasta Åland befindet sich eine große Bucht namens Lumparn. Die Geologen der Harvard-Universität nehmen an, dass es sich um den eingefallenen Krater eines Meteoriten-Einschlags handelt, der vor einer Million Jahre stattgefunden hat.